# Enrique Ávila González
Enrique Ávila González, destacado artista plástico cubano. Su obra escultórica, caracterizada por el uso del acero y de la línea en contraste con la luz, se encuentra esparcida por todo el territorio cubano, aunque son especialmente conocidos los relieves escultóricos de Che Guevara y Camilo Cienfuegos en la Plaza de la Revolución y el de Juan Almeida Bosque en Santiago de Cuba. Su obra pictórica, más reciente, se ha ido abriendo paso a partir de 1995 dentro del abstracto cubano, siendo expuesta en numerosas galerías de Cuba y el resto del mundo.
- Datos: Q16562351